# NGC 6939
NGC 6939 (również OCL 217) – gromada otwarta znajdująca się w gwiazdozbiorze Cefeusza. Odkrył ją William Herschel 9 września 1798 roku. Jest położona w odległości ok. 5,9 tys. lat świetlnych od Słońca. Zawiera ponad 300 gwiazd, z których około 60 to głównie gwiazdy o 12. wielkości lub bledsze. Jest to stara gromada w wieku ponad miliarda lat.